# Перелік божеств долі
Божество Фортуни — це божество, яке у міфології асоціюється з успіхом, щастям та багатством.

## Індуїзм
- Лакшмі: богиня багатства, успіху та щастя.
- Кубера: Бог багатства.
- Ґанеша: Бог мудрості, успіху та добрих починань; асоціюється з багатством і успіхом.
- Алакшмі[en]: Богиня нещастя.
- Джиеста[en]: Богиня несприятливих речей і нещасть.

## Тайська народна релігія
- Нанг Квак: Богиня багатства, успіху та щастя
- Фосоп: богиня багатства
- Mae ya nang (แม่ย่านาง): Богиня ууспіху і добрих починань; асоціюється з багатством і успіхом
- Phra phum chaiya mongkol (พระภูมิชัยมงคล)
- Пхра Нанг Пхум Чайя (дружина Пхра Пхум Чайя Монгкол) (พระนางภูมิไชยา)

## Китайська народна релігіяіДаосизм
- Кайшен
- Чжао Гунмін
- Бі Ган
- П'ять кайшенів усіх напрямків (五路神)
- Богиня ЦяньмуКайшень (錢母財神)
- Богиня Вудзі Кайшеньє (無極財神爺)

## Махаяна
- Шрімахадеві
- Вайшравана
- Бенцайтен
- Кангітен

## Ваджраяна
- Васудгара
- Джамбала
- Палден Лхамо

## Бірманська народна релігія
- Туратаді[en]

## Синто
- Сім щасливих богів

## Інші
- Норни[1]
- Еіменей, Еіпнос, Німезіда, Піка, Феміда[2]
- Рід[3] (інколи Род[4])
- Українська Рожаниця, грецька Мойра (мойри), латинська Парки[4]
- Мокоша (інші варіанти — Макош, Мокша, Макоша)[5]
- Калета[6]
- Фортуна[7]